# Bruckneudorf
Bruckneudorf (en húngaro: Királyhida) es una ciudad localizada en el Distrito de Neusiedl am See, estado de Burgenland, Austria.
Un capítulo en El buen soldado Švejk está localizado en esta ciudad.
- Datos: Q660740
- Multimedia: Bruckneudorf / Q660740

1. ↑  Worldpostalcodes.org, código postal n.º 2460.